# Antônio Brochado da Rocha
Antônio Brochado da Rocha (Porto Alegre, 19 de março de 1907 — 30 de dezembro de 1995) foi um advogado e político brasileiro.

## Vida
Era filho do ex-prefeito portoalegrense Otávio Rocha, e Inácia Brochado da Rocha e irmão de Francisco de Paula Brochado da Rocha e José Diogo Brochado da Rocha.
Formado advogado pela Faculdade de Direito de Porto Alegre, foi professor do Ginásio Estadual Anchieta e da Faculdade de Filosofia da Pontifícia Universidade Católica do Rio Grande do Sul.
Ingressou na política como chefe de gabinete de seu pai, foi vice-prefeito no governo de Loureiro da Silva e depois governou a cidade de Porto Alegre, de 15 de setembro de 1943 a 14 de maio de 1945, como prefeito nomeado durante o Estado Novo.
Foi também secretário estadual de educação (1944-1945) e da fazenda (1951-1955), conselheiro do Tribunal de Contas do Estado, ministro do Tribunal de Contas da União (1954 a 1966) e seu presidente, em 1960.
Concorreu, sem sucesso, a deputado federal (1950) e a senador, em 1962.